# Un été à Saint-Tropez
Un été à Saint-Tropez è un film del 1983 diretto da David Hamilton.

## Trama
Un gruppo di ragazze trascorre l'estate in un casolare di campagna nei pressi di Saint-Tropez, nel dolce far nulla, tra bagni al mare, picnic, esercizi di danza.

## Produzione
Il film è completamente privo di dialoghi.
Gli interpreti sono accreditati con il solo nome proprio. Monica Broeke, accreditata come Monika, ha partecipato anche ad un altro film di Hamilton, Premiers Désirs (1984).